# APL (programovací jazyk)
APL je programovací jazyk, vyvinutý v šedesátých letech Kennethem Iversonem; jeho hlavní datový typ je vícerozměrné pole. Pro reprezentaci většiny funkcí a operátorů využívá širokou škálu speciálních grafických symbolů, díky čemuž je zdrojový kód velmi hutný. Silně ovlivnil vývoj tabulkových procesorů, funkcionálního programování, balíčků pro matematické výpočty i několika dalších programovacích jazyků. Pro některé aplikace se APL používá ještě dnes.

## Historie
Verze 10, vydaná roku 1991, přinesla rozhraní pro C (především pro MS C 5.1 i Turbo C 2.0) a Fortran (primárně MS Fortran 5.0). Ve Windows 3.0 podporovala spuštění APL programů ve více než jednom okně, výměnu dat mezi nimi, současný běh jiných programů či podporu práce s myší. Uživatel měl při provádění programů přímý nebo programem řízený přístup do procesoru uživatelských příkazů (User Command Processor), který byl nově umístěný přímo v interpretu APL.